# Apex (motorsport)
För radioteleskopet APEX, se Atacama Pathfinder Experiment.

Apex på en kurva

Apex (latin, topp, spets), tangeringspunkten, är i racingsammanhang den mellersta punkten av en kurvas insida. Förarna försöker sikta in sig på den för att få så kort väg som möjligt och för att inte få en så snäv kurva, vilket sänker hastigheten.
Spetsen ligger ofta, men inte alltid, vid kurvans geometriska centrum. Genom att träffa apex kan fordonet ta den rakaste linjen och därigenom bibehålla högsta hastighet genom den specifika kurvan. Spetsen är ofta nära den trängsta delen av kurvan.
Den ideala linjen i de flesta kurvor är att ligga på utsidan i ingången, ta en rund sväng och sedan glida ut något i utgången av kurvan.